# Älska mej
Pour plus de détails, voir Fiche technique et Distribution.
Älska mej est un film suédois réalisé par Kay Pollak, sorti en 1986.

## Synopsis
Sussie, 15 ans, va de foyer en foyer et est accueillie par les Lindgren, qui ont une grande maison au bord de la mer.

## Fiche technique
- Titre : Älska mej
- Réalisation : Kay Pollak
- Scénario : Kay Pollak, Johanna Hald et Ola Olsson
- Musique : Thomas Lindahl et Allan Pettersson
- Photographie : Roland Sterner
- Montage : Thomas Holéwa
- Production : Anders Birkeland, Staffan Hedqvist, Anders Lindström et Göran Lindström
- Société de production : Esselte Video, Filmstallet, Proscen HB, SVT Drama et Svensk Filmindustri
- Pays :  Suède
- Genre : Drame
- Durée : 126 minutes
- Dates de sortie : 
  -  Suède : 28 février 1986

## Distribution
- Anna Lindén : Sussie
- Örjan Ramberg : Oxen
- Tomas Fryk : Tomas
- Hans Strååt : Larsson
- Tomas Laustiola : Gunnar
- Ernst Günther : l'inspecteur social
- Lena Granhagen : Martha
- Jenny Kai-Larsen : Ann

## Distinctions
Le film a été présenté en sélection officielle en compétition lors de Berlinale 1986.